# Viação Aérea São Paulo
Viação Aérea São Paulo (VASP) war eine brasilianische Fluggesellschaft mit Sitz in São Paulo.

## Geschichte
Die VASP wurde 1933 gegründet. Die Gründer, eine Gruppe von Unternehmern aus São Paulo, konnten das Geschäft nur sehr kurz führen, bis die Gesellschaft vom Bundesstaat São Paulo gekauft wurde. In diesen Gründerjahren Brasiliens gab es nur eine sehr rudimentäre Struktur im Bereich des zivilen Luftverkehrs.
Mit dem Bau des Flughafens Congonhas wurden als erstes die Flüge zwischen Rio de Janeiro und São Paulo aufgenommen. Hierbei kamen Flugzeuge des Typs Junkers Ju-52 zum Einsatz. In Folge wurde diese Verbindung nicht mehr vom Campo de Marte (Marsfeld) aus bedient.

## Entwicklung und Flotte

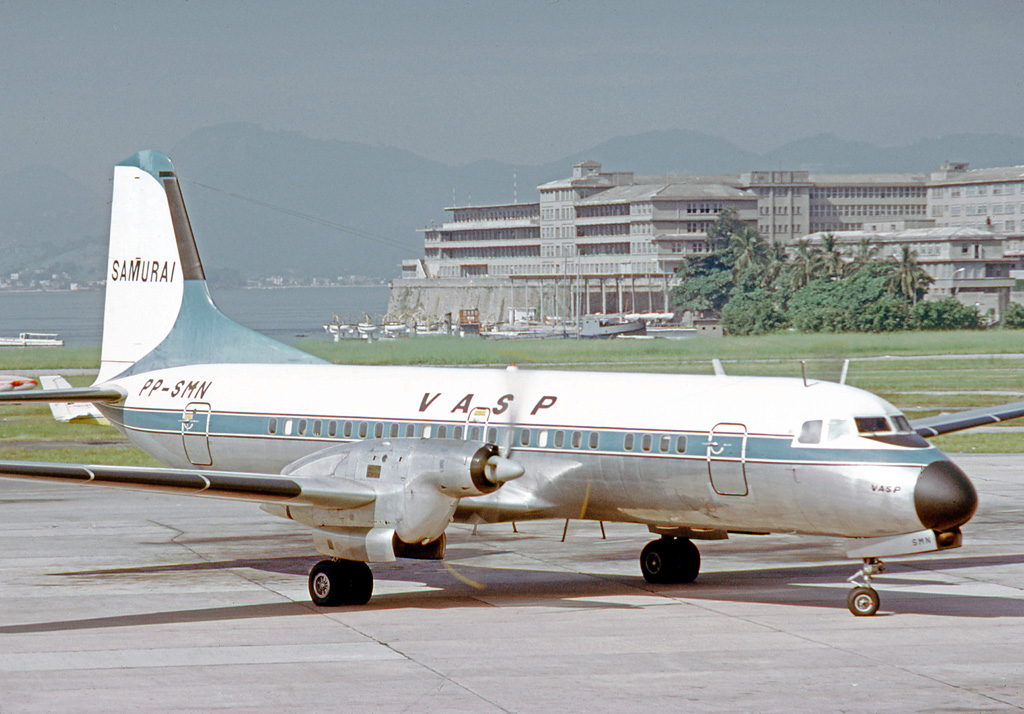
Eine NAMC YS-11 der VASP im Jahr 1972.

Mit Ende des Zweiten Weltkrieges und nach der Beschaffung von Flugzeugen des Typs Douglas DC-3 wurden viele neue Ziele angeflogen und VASP entwickelte sich zu einer der wichtigsten brasilianischen Fluggesellschaften.
Als einzige Fluggesellschaft außerhalb Skandinaviens flog VASP ab 1950 das Propeller-Kurzstreckenflugzeug SAAB Scandia. Auch die gesamte Flotte des einzigen anderen Betreibers SAS Scandinavian Airlines wurde 1957 komplett übernommen. Der weltweit letzte Flug einer Scandia fand am 22. Juli 1969 statt.
In den 1960er Jahren wurden Flugzeuge des Typs BAC 1-11 aus Großbritannien und YS-11 aus Japan angeschafft.
Darüber hinaus betrieb VASP folgende Flugzeugtypen:
- Airbus A300
- Airbus A310
- Boeing 727
- Boeing 737
- Curtiss C-46 Commando
- Douglas DC-4
- Douglas DC-6
- Douglas DC-8
- McDonnell Douglas DC-10
- Embraer EMB 110
- Junkers Ju 52
- McDonnell Douglas MD-11
- Vickers Viscount

## Privatisierung

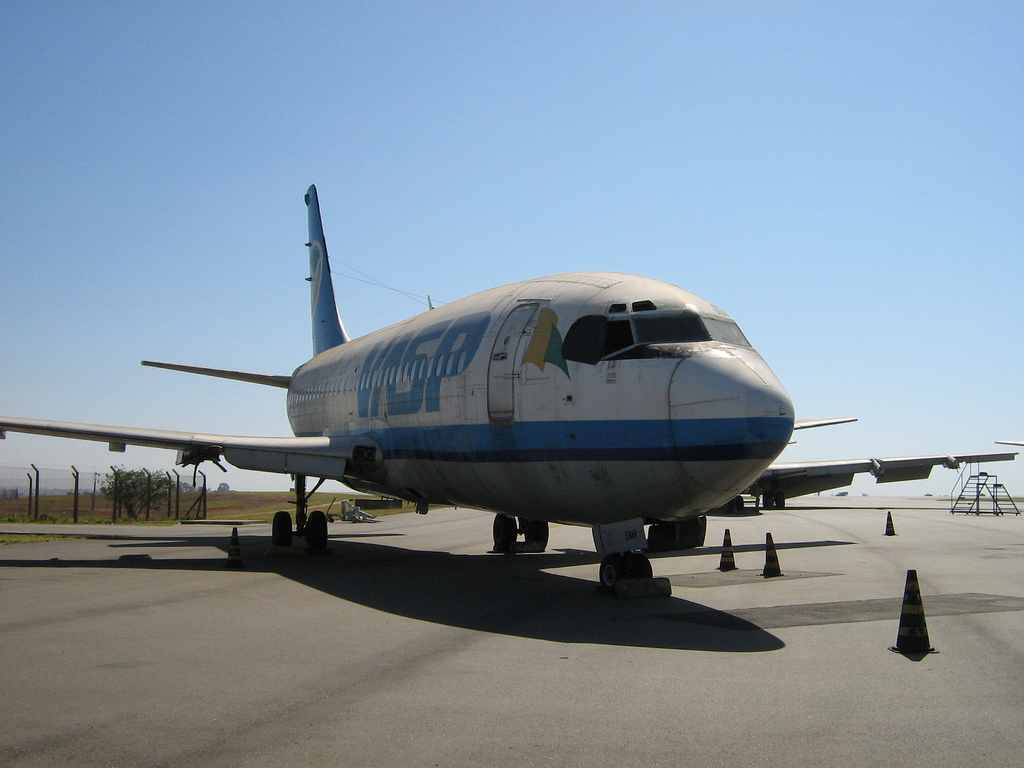
Abgestellte 737-200 der VASP mit entfernten Triebwerken

Mit der Wirtschaftskrise in den 1980er Jahren, der sogenannten "década perdida no Brasil" (dem verlorenen Jahrzehnt Brasiliens), standen der Regierung des Bundesstaates São Paulo keine finanziellen Möglichkeiten mehr zur Verfügung, um in das Unternehmen zu investieren. Unter der Regierung des Gouverneurs Orestes Quércia wurde das Unternehmen privatisiert. Eigentümer wurden Wagner Canhedo von der Canhedo Unternehmensgruppe und Angestellte des Unternehmens, die zusammen circa 60 % der Aktien hielten.
Im Jahr 1995 kaufte die VASP 50 % der bolivianischen Fluggesellschaft Lloyd Aéreo Boliviano und veräußerte diesen Anteil im Jahr 2001 an bolivianische Investoren. Nach einer schweren finanziellen Krise im Jahr 2004 wurde der Flugbetrieb 2005 eingestellt.
Die nicht mehr flugtaugliche Flotte sollte versteigert werden.

## Zwischenfälle
Von 1940 bis zur Betriebseinstellung 2005 ereigneten sich bei VASP 46 Totalverluste von Flugzeugen. Bei 27 davon kamen 440 Menschen ums Leben. Beispiele:
- Am 8. September 1951 streifte eine Douglas DC-3/C-47B-20-DK der Viação Aérea São Paulo (VASP) (Luftfahrzeugkennzeichen PP-SPQ) 500 Meter hinter der Startbahn am Flughafen São Paulo-Congonhas ein Haus. Alle zehn Insassen des Flugzeuges kamen um, außerdem drei Personen am Boden.[5]

- Am 13. Mai 1952 fiel an einer Douglas DC-3/C-47B-45-DK der VASP (PP-SPM) auf dem Flug von São Paulo-Congonhas nach Bauru das linke Triebwerk aus, gefolgt von Problemen mit dem rechten Triebwerk aufgrund mangelhafter Wartung. Die Piloten verloren die Kontrolle bei der Vorbereitung einer Notlandung. Das Flugzeug wurde irreparabel beschädigt. Zwei Mitglieder der Flugbesatzung sowie 3 Passagiere verloren ihr Leben; es waren 22 Personen an Bord.[6]

- Am 23. Februar 1957 stürzte eine Junkers Ju 52/3m der VASP (PT-AUX) während des Reisefluges in ein Feld, explodierte und brannte aus. Die Maschine befand sich auf dem Flug von São Paulo-Congonhas nach Rio de Janeiro. Alle sechs Insassen (vier Passagiere und zwei Besatzungsmitglieder) kamen ums Leben.[7]

- Am 30. Dezember 1958 startete eine Saab Scandia der VASP (PP-SQE) vom Flughafen Rio de Janeiro-Santos Dumont zu einem Flug zum Flughafen São Paulo-Congonhas. Während des Starts fiel in 50 Meter Höhe das (linke) Triebwerk Nr. 1 aus. Beim Versuch der Rückkehr kam es zu einem Strömungsabriss, und das Flugzeug stürzte in die Guanabara-Bucht. Dabei kamen 21 der 37 Insassen ums Leben.[8][9]

- Am 23. September 1959 gewann eine Saab Scandia der VASP (PP-SQV) beim Start vom Flughafen São Paulo-Congonhas nicht genügend Höhe und stürzte knapp 5 Kilometer südlich des Flughafens in ein Wohngebiet. Die Maschine war auf dem Weg zum Flughafen Rio de Janeiro-Santos Dumont. Alle 20 Insassen starben.[10]

- Am 22. Dezember 1959 kollidierte eine Vickers Viscount 827 der VASP (PP-SRG) beim Landeanflug auf den Flughafen Rio de Janeiro-Galeão mit einem militärischen Schulflugzeug und stürzte 4 Kilometer südlich des Flughafens in ein Wohngebiet. Dabei wurden alle 32 Insassen sowie 10 Menschen am Boden getötet. Der Pilot der Militärmaschine des Typs Fokker S-11 der Força Aérea Brasileira war unberechtigt im Anflugbereich des Flughafens herumgeflogen; er rettete sich mit dem Fallschirm.[11]

- Am 15. August 1960 entstand in einer Saab Scandia der VASP (PP-SQS) auf dem Flug vom Flughafen São Paulo-Viracopos nach Uberlandia ein Feuer im vorderen Gepäckraum. Der Kapitän betätigte nicht die Feuerlöschanlage, da er glaubte, dass dies die ohnehin schlechte Sicht im Cockpit noch weiter beeinträchtigen würde. Bei der Notlandung während der Rückkehr nach Viracopos überrollte die Maschine das Bahnende und geriet in einen Bereich, in dem Bauarbeiten durchgeführt wurden. Alle Insassen überlebten, allerdings wurde das Flugzeug zerstört.[12]

- Am 26. November 1962 kollidierte eine Saab Scandia der VASP (PP-SRA) auf dem Flug vom Flughafen São Paulo-Congonhas nach Rio de Janeiro-Santos Dumont nahe Paraibuna in 2400 m Höhe frontal mit einer Cessna 310 (PT-BRQ). Die Wetterbedingungen wurden im Untersuchungsbericht als „hervorragend“ bezeichnet. Alle 23 Insassen sowie die vier der Cessna wurden getötet.[13][14]

- Am 8. März 1964 kam es mit einer Saab Scandia der VASP (PP-SQY) auf einem Trainingsflug am Flughafen Londrina zu einer sehr harten Landung. Das Flugzeug wurde irreparabel beschädigt, aber alle vier Besatzungsmitglieder überlebten.[15]

- Am 26. März 1964 stürzte eine Curtiss C-46D-15-CU Commando der VASP (PP-LDL) auf einem Testflug in die Guanabara-Bucht. Während des Testfluges entwickelte sich ein Feuer im Triebwerk Nr. 2, das nicht gelöscht werden konnte. Die Besatzung brachte den Propeller in die Segelstellung und versuchte, zum Ausgangspunkt zurückzukehren, dem Flughafen Rio de Janeiro–Galeao (Brasilien). Vor Erreichen des Flughafens brach die rechte Tragfläche ab und das Flugzeug stürzte ins Meer. Alle 3 Besatzungsmitglieder, die einzigen Insassen auf dem Testflug, kamen ums Leben (siehe auch Flugunfall der Curtiss C-46 PP-LDL der VASP).[16]

- Am 16. August 1964 entwickelten sich an einer Curtiss C-46A-40-CU Commando der VASP (PP-NMF) auf einem Frachtflug von Carolina nach Belem Probleme mit einem Triebwerk, jedoch ließ sich dessen Propeller nicht in die Segelstellung bringen. Auch nach dem Abwerfen der gesamten Fracht konnte die Höhe nicht gehalten werden, weshalb eine Notwasserung im Capim River (Brasilien) notwendig wurde. Eines der vier Besatzungsmitglieder, das keinen Sicherheitsgurt getragen hatte, wurde beim Aufprall getötet; die anderen überlebten. Die Maschine sank innerhalb von 15 Minuten (siehe auch Flugunfall der Curtiss C-46 PP-NMF der VASP).[17]

- Am 4. September 1964 wurde eine Vickers Viscount 701C der VASP (PP-SRR) 15 Kilometer südwestlich von Nova Friburgo (Brasilien) in den Berg Pico da Caledônia geflogen. Die Maschine war auf dem Weg von Vitória nach Rio de Janeiro, als sie in einer Höhe von nur 1950 Meter (6400 Fuß) mit dem Berg kollidierte, der sich etwa 90 Kilometer vor dem Zielort befindet. Sie befand sich 35 Kilometer rechts von der vorgeschriebenen Flugstrecke. Bei diesem CFIT (Controlled flight into terrain) wurden alle 39 Insassen getötet, 5 Besatzungsmitglieder und 34 Passagiere.[18]

- Am 3. März 1965 geriet eine Vickers Viscount 701C der VASP (PP-SRQ) bei einem Trainingsflug auf dem Flughafen Rio de Janeiro-Galeao (Brasilien) von der Startbahn ab, als ein Triebwerksausfall simuliert wurde. Das Flugzeug wurde irreparabel beschädigt. Die vier Besatzungsmitglieder, die einzigen Insassen, überlebten.[19]

- Am 19. Dezember 1965 musste an einer Curtiss C-46A-45-CU Commando der VASP (PP-LDQ) nach dem Start vom Flughafen Salvador (Brasilien) die Leistung des Triebwerks Nr. 1 (links) reduziert werden, da eine Warnung vor zu hoher Öltemperatur aufleuchtete. Da es Schwierigkeiten gab, mit der vollbesetzten Maschine die Höhe zu halten, wurde die Leistung wieder erhöht. Beim Versuch der Rückkehr zum Startflughafen fiel das Triebwerk aus, weshalb eine Notlandung außerhalb des Flughafens gemacht werden musste. Alle 54 Insassen, drei Besatzungsmitglieder und 51 Passagiere, überlebten den Unfall. Das Flugzeug wurde zum Totalschaden.[20]

- Am 21. Oktober 1966 kam eine Vickers Viscount 701 der VASP (PP-SRM) bei der Landung auf dem Flughafen Rio de Janeiro-Santos Dumont (Brasilien) von der nassen Landebahn ab und erst in den Felsbrocken eines Wellenbrechers zum Stillstand. Alle 30 Insassen überlebten. Das Flugzeug wurde irreparabel beschädigt.[21]

- Im Jahr 1968 (genaues Datum unbekannt) wurde eine Curtiss TC-46A Commando der VASP (PP-NME) am Flughafen Rio de Janeiro–Santos Dumont (Brasilien) irreparabel beschädigt. Nähere Einzelheiten sind derzeit nicht verfügbar. Über Personenschäden ist nichts bekannt.[22]

- Am 15. September 1968 verunglückte eine Vickers Viscount 827 der VASP (PP-SRE) auf einem Trainingsflug 7,5 Kilometer vom Flughafen São Paulo-Congonhas (Brasilien) entfernt. Es wurden Starts und Landungen mit Touch-and-Go sowie dem simulierten Ausfall von einem und zwei Triebwerken geübt. Die beiden Piloten, die einzigen Insassen, kamen ums Leben, ebenso wie eine Person am Boden.[23]

- Am 6. November 1968 kam es mit einer Douglas DC-4/C-54A-15-DC der VASP (PP-LEW) auf dem Flughafen Rio de Janeiro-Santos Dumont (Brasilien) zu einer Bauchlandung, weil die Crew vergessen hatte, das Fahrwerk auszufahren. Alle Insassen überlebten den Totalschaden.[24]

- Am 14. September 1969 stürzte eine Douglas DC-3/C-47B-20-DK der Viação Aérea São Paulo (VASP) (PP-SPP) bei der Rückkehr zum Flughafen Londrina (Brasilien) ab. Fünfzig Minuten nach dem Start musste das linke Triebwerk abgestellt werden, woraufhin die Piloten zum Startflughafen zurückkehrten. Im Anflug auf die Landebahn 12 sollte durchgestartet werden, aber beim Gasgeben geriet das Flugzeug in eine scharfe Linkskurve und stürzte ab. Alle 20 Insassen, sechs Besatzungsmitglieder und 14 Passagiere, kamen ums Leben.[25]

- Am 15. Mai 1973 geriet eine Vickers Viscount 827 der VASP (PP-SRD) bei der Landung auf dem Flughafen Salvador (Brasilien) unmittelbar nach dem Aufsetzen in Starkregen von der Landebahn ab. Das Fahrwerk brach zusammen, am Flugzeug entstand Totalschaden. Alle Insassen überlebten den Unfall.[26]

- Am 23. August 1973 stürzte eine NAMC YS-11 der VASP (PP-SMJ) nach einem missglückten Startabbruch vom Flughafen Rio de Janeiro-Santos Dumont in die Guanabara-Bucht. Der Kapitän hatte im letzten Moment noch versucht, die nicht rechtzeitig abbremsbare Maschine durch ein Einziehen des Fahrwerks vor dem Sturz ins Wasser zu stoppen. Von den 65 Insassen kamen 8 Passagiere ums Leben (siehe auch VASP-Flug 012).[27]

- Am 27. Februar 1975 kam es an einer Embraer EMB 110C der VASP (PP-SBE) kurz nach dem Start vom Flughafen São Paulo-Congonhas zu einem Triebwerksausfall. Der Kapitän flog eine Linkskurve, konnte jedoch die Höhe nicht halten. Kurze Zeit später kam es zum Kontrollverlust, die Maschine stürzte 1,5 Kilometer nordwestlich des Flughafens in eine Häuserreihe im Stadtgebiet von São Paulo und explodierte. Dabei kamen alle 15 Insassen der Embraer ums Leben. Die Ursache für den Triebwerksausfall konnte trotz intensiver Ermittlungen nicht festgestellt werden. Es handelte sich um den ersten Zwischenfall mit einer Embraer EMB 110 (siehe auch VASP-Flug 640).[28]

- Am 25. Mai 1982 setzte eine Boeing 737-200 der VASP (PP-SMY) während der Landung auf dem Flughafen Brasília bei Regenwetter mit dem Bugfahrwerk zuerst auf. Das Bugfahrwerk brach, wodurch die Maschine von der Rollbahn abkam und der Bug auseinanderbrach. Von den 118 Personen an Bord kamen zwei Passagiere ums Leben (siehe auch VASP-Flug 234).[29]

- Am 8. Juni 1982 flog der Kapitän einer Boeing 727-212 der VASP (PP-SRK) die Maschine im Anflug auf den Flughafen Fortaleza (Brasilien) trotz der Warnungen des Ersten Offiziers und des Höhenwarnsystems in einen Berg. Alle 137 Insassen wurden getötet (siehe auch VASP-Flug 168).[30]

- Am 22. Februar 1983 stürzte eine Boeing 737-200 der VASP (PP-SNC) während eines Trainingsflugs am Flughafen Manaus ab, wobei die beiden an Bord befindlichen Besatzungsmitglieder starben. Es sollte ein Start mit asymmetrischer Triebwerksleistung simuliert werden, bei dem der Pilot die Kontrolle über die Maschine verlor. Bei der Erhöhung des Schubs kam es zu einem Flammabriss am Triebwerk, woraufhin die Maschine abstürzte (siehe auch Flugunfall der VASP bei Manaus 1983).[31]

- Am 28. Januar 1986 versuchten die Piloten einer Boeing 737-200 der VASP (PP-SME) irrtümlich von einer Rollbahn zu starten, da sie diese im Nebelwetter mit der Startbahn verwechselt hatten. Als sie ihren Fehler bemerkten, brachen sie den Start ab, die Maschine überrollte jedoch die Bahn, prallte gegen einen Damm und brach auseinander. Von den 72 Personen an Bord kam ein Passagier ums Leben (siehe auch VASP-Flug 210).[32]

- Am 22. Juni 1992 befand sich die Besatzung einer Boeing 737-200C der VASP (PP-SND) im Sinkflug auf Cruzeiro do Sul (Acre), als wiederholt das Warnsignal für das Frachtabteil ertönte. Derart abgelenkt, steuerte die Besatzung die Maschine in den Regenwald. Alle drei Besatzungsmitglieder kamen bei dem Unfall ums Leben (siehe auch VASP-Flug 780).[33]